# Вибрационный конвейер
Вибрацио́нный конве́йер — разновидность конвейера, принцип действия которого основан на колебательном движении рабочего грузонесущего органа. Вибрационные конвейеры предназначены для транспортировки тонкодисперсных (от десятков микрон), зернистых и кусковых материалов (до 1000 мм и более) с температурой транспортируемого груза до 1000—1200 оC в горизонтальном, наклонном или вертикальном направлениях.
Вибрационные конвейеры широко используются в горной промышленности. Конструктивно вибрационный конвейер состоит из неподвижной рамы, привода, одного или нескольких рабочих органов и пружнных соединений. Рабочий орган бывает открытого лоткового или коробчато-трубчатого закрытого типа. Последний обеспечивает герметизацию транспортируемого материала. В зависимости от числа колебательных масс вибрационный конвейеры подразделяются на одномассные, двумассные и многомассные; по режиму колебательных движений рабочего органа — на послерезонансные, резонансные и дорезонансные. Последние наименее распространены. Различают вибрационные конвейеры с круговой, эллиптической, прямолинейной, горизонтальной и наклонной траекториями движения рабочего органа. Колебательные движения рабочего органа могут возбуждаться эксцентриковыми, инерционными, электромагнитными, пневматическими и гидравлическими приводами. Вибрационный конвейер, как правило, имеют длину в горизонтальном или наклонном направлениях до 100 м, а в вертикальном — до 10 м. Производительность горизонтальных и наклонных вибрационных конвейеров составляет до 200 {\displaystyle {\text{м}}^{3}/{\text{час}}}, вертикальных — 50 {\displaystyle {\text{м}}^{3}/{\text{час}}}.
Вибрационные конвейеры часто используют для перемещения руды в горно-рудной промышленности. Они постоянно находятся и работают под слоем взорванной руды, поэтому их конструкция должна быть простой и надёжной. Производительность таких конвейеров составляет до 450 т/час, длина грузонесущего органа — порядка 9-10 м, а мощность приводного двигателя — порядка 20 кВт.